# Loučovice
Loučovice är en ort i Tjeckien.   Den ligger i distriktet Okres Český Krumlov och regionen Södra Böhmen, i den södra delen av landet, 160 km söder om huvudstaden Prag. Loučovice ligger 672 meter över havet och antalet invånare är 1 955.
Terrängen runt Loučovice är lite kuperad. Runt Loučovice är det ganska tätbefolkat, med 86 invånare per kvadratkilometer. Närmaste större samhälle är Větřní, 17,2 km norr om Loučovice. I omgivningarna runt Loučovice växer i huvudsak blandskog.